# Hayden Byerly
Hayden Byerly (Lakewood, 11 de Outubro de 2000) é um ator norte-americano. Hayden começou atuar criança, e ficou conhecido pelo papel de Jude em The Fosters, uma série de drama apresentada no canal ABC Family.

## Carreira
Hayden começou sua carreira de ator após ganhar o primeiro lugar em um concurso nacional de talentos em Orlando, Flórida. Em 2011 ele fez seu primeiro papel na televisão como convidado na série de comédia Zeke e Luther no Disney XD, no qual ele interpreta um líder de um time de basquete. Nesse mesmo ano, ele fez sua estréia no cinema com um papel de protagonista como Nathan Vales no filme de terror sobrenatural 11/11/11.
Em 2012, Byerly obteve um papel recorrente na série de comédia-drama Parenthood da NBC, interpretando Micah Watson, um menino em cadeira de rodas com espinha bífida que se torna o melhor amigo de Max Braverman, (interpretado por Max Burkholder). Nesse mesmo ano, ele passou a trabalhar como dublador, dando voz a vários papéis nos jogos de videogame Call of Duty: Black Ops II and Lightning Returns: Final Fantasy XIII, bem como dublando o papel do príncipe Gustav no Disney Channel na série de animação, Sofia a Primeira. 
Em 2013, Byerly se tornou o personagem principal da série dramática da ABC Family, The Fosters. Na série, Byerly interpreta Jude Jacob Foster, um filho adotivo de 12 anos de idade, sensível que é posteriormente adotado por uma grande família, onde ele começa a questionar sua sexualidade e a natureza de seus sentimentos por seu melhor amigo Connor, interpretado por Gavin MacIntosh. 
Em março de 2014, o site Hollywood.com chamou o personagem Jude "comovente" foi para lista "Personagens LGBT favorito na TV."
Em 02 de março de 2015, a ABC Family exibiu um episódio do The Fosters (Now Hear This) que mostrou os personagens de Byerly e MacIntosh compartilhando um beijo, acreditando ser o mais jovem beijo LGBT na história da televisão dos EUA.